# Безжичен повторител
Безжичен повторител (наричан още безжичен разширител на обхват или wifi разширител) е устройство, което приема съществуващ сигнал от безжичен рутер или безжична точка за достъп и го преизлъчва. Когато два или повече хоста трябва да бъдат свързани един с друг през протокола IEEE 802.11 и разстоянието е твърде голямо, за да се установи директна връзка, се използва безжичен повторител. Освен това някои контролери за безжичен мрежов интерфейс (WNIC) по избор поддържат работа в такъв режим. Тези извън основната мрежа могат да се свързват през новата повтаряща се мрежа. Въпреки това, що се отнася до оригиналния рутер или точка за достъп, само MAC на повторителя е свързан, което прави необходимо да се активират функции за безопасност на безжичния повторител. Безжичните повторители обикновено се използват за подобряване на дължината обхвата и силата на сигнала в домовете и малките офиси.

## Употреба
- Когато в даден район няма безжична гореща точка (hot spot);
- В зона с много смущения;
- Смущенията могат да бъдат причинени от много фактори на околната среда, като например микровълни (като от микровълнова фурна), метални уреди или метално покритие или затруднена видимост;
- Когато разстоянието между компютъра и безжичната точка за достъп или безжичния рутер е твърде голямо, за да може вътрешната безжична мрежова интерфейсна карта да получи безжичния сигнал;
- Когато се работи в мрежа, разположена в среда със смущения и множество компютри, мрежи или хъбове.

## Недостатъци
Тъй като безжичното предаване се удвоява (първо от рутера до повторителя и после от него до клиента), се наблюдава следното:
- Безжичната пропускателна способност е намалена с поне 50%.[1]
- Безжичните смущения (например с други мрежи на същия канал) най-малко се удвояват.
- Потенциално се отваря друг вектор на атака срещу сигурността. По-старите устройства не винаги поддържат шифроване WPA2-PSK, така че докато оригиналната мрежа може да е защитена, вторичната е потенциално отворена.

## Свързаност
Някои безжични устройства за разширяване на обхвата се свързват чрез USB порт. Тези USB адаптери добавят Wi-Fi възможност към настолни компютри и други устройства, които имат стандартни USB портове. USB поддържа не само преноса на данни, необходими за работа в мрежа, но също така доставя източник на захранване, така че тези адаптери не изискват електричество. Други безжични повторители имат захранващ кабел, с който може да използва стенен контакт. Някои разширители на wifi обхват имат Етернет порт, за да осигурят и кабелна връзка.

## Съвместимост
Има безжични устройства за разширяване на обхвата, които отговарят на всички IEEE 802.11 протоколи. Повечето съвместими с 802.11 устройства са обратно съвместими. Въпреки това, 802.11ac работи на 5 GHz и изисква точка за достъп, способна да работи на 5 GHz. 802.11ac е най-новото и трето поколение Wi-Fi стандарт за безжична домашна мрежа. Оборудването 802.11ac е обратно съвместимо с оборудване 802.11n, 802.11g или 802.11b.
По-старо устройство няма да може да повтори сигнала на рутер от по-ново поколение. Съвместимостта на криптирането на сигурността също има значение и трябва да бъде на същото ниво на съвместимост, за да може сигналът да бъде разширен. Например, по-стар разширител на обхват, който поддържа WEP и WPA, няма да може да усили WPA2-криптиран сигнал от рутер.

## Алтернативи
Повечето безжични повторители (или разширители на обхвата) са специално създадени, но някои стандартни безжични рутери могат да бъдат обновени с персонализиран фърмуер като DD-WRT, за да им се даде опция за „разширител на обхвата“.
По-добър вариант за разширяване на безжичното покритие е да се конфигурира вторична кутия като безжична точка за достъп, с кабелна връзка между LAN порт на тази вторична кутия и LAN порт на първичната кутия (рутер). Ако Етернет окабеляването не е подходящо, алтернатива е методът на комуникация по електрическата мрежа. Предлагат се комплекти за безжични разширители, състоящи се от модул, адаптер за захранване (свързан към безжичния рутер) и безжичен разширителен модул (интегрирана мрежа за захранване и безжична точка за достъп).